# Élections législatives finlandaises de 2023
Les élections législatives finlandaises de 2023 se tiennent le 2 avril 2023 afin d'élire les 200 députés de la 39e législature du Parlement finlandais.
Le gouvernement de coalition sortant est mené par la dirigeante du Parti social-démocrate (SDP), Sanna Marin.
Le scrutin voit les trois premiers partis arriver au coude à coude autour de 20 % des suffrages exprimés. Le SDP arrive finalement troisième derrière le Parti de la coalition nationale (Kok) et le Parti des Finlandais (PS), dirigé respectivement par Petteri Orpo et Riikka Purra. Sanna Marin annonce le 5 avril son retrait de la présidence du SDP, avant de présenter la démission de son gouvernement le lendemain.
Le Kok étant arrivé en tête, un nouveau gouvernement de coalition mené par Petteri Orpo est formé en juin, réunissant le Kok, le PS, le Parti populaire suédois de Finlande et les Chrétiens-démocrates.

## Contexte

### Gouvernement Rinne

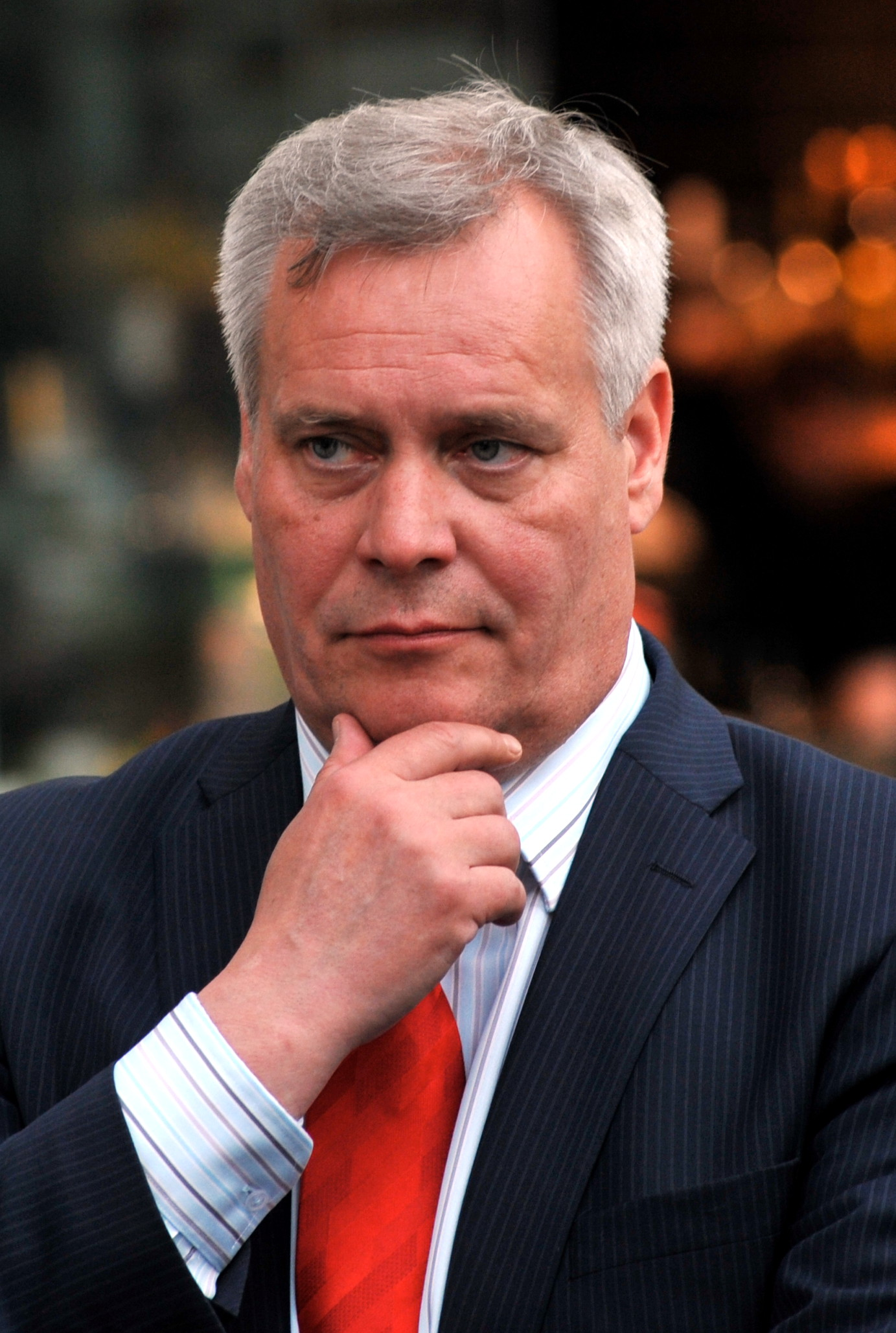
Antti Rinne

Les élections législatives d'avril 2019 voient arriver au coude à coude le Parti social-démocrate, le Parti des Finlandais et le Parti de la coalition nationale avec respectivement 40, 39 et 38 sièges, tandis que le Parti du centre du Premier ministre sortant Juha Sipilä connait un net recul et perd plus du tiers de ses sièges, essuyant ainsi son pire résultat électoral depuis 1917.
À l'inverse, le Parti social-démocrate observe une légère progression de ses résultats, et parvient à arriver en tête pour la première fois depuis 1999. Après plusieurs mois de négociations dont est exclu à la quasi-unanimité le Parti des Finlandais, le dirigeant social démocrate Antti Rinne forme le 6 juin un gouvernement réunissant son parti, le Parti du centre, la Ligue verte, l'Alliance de gauche et le Parti populaire suédois de Finlande,
,.
Un scandale politique éclate cependant quelques mois plus tard à la suite de révélation concernant la Ministre des Affaires locales et des Réformes, Sirpa Paatero. Cette dernière est en effet accusée d'avoir été au courant du projet du service postal de modifier le statut d'un grand nombre de ses agents vers un autre plus précaire, et de l'avoir sciemment caché aux députés. Paatero démissionne fin novembre 2019 mais, fragilisé, Rinne est confronté aux pressions de son principal partenaire de coalition. La vice-première ministre et dirigeante du Parti du centre, Katri Kulmuni fait en effet publiquement état de son manque de confiance, et le pousse à se retirer au vu de la montée de la droite dans les sondages. Rinne finit par présenter la démission de son gouvernement le 3 décembre 2019.

### Gouvernement Marin

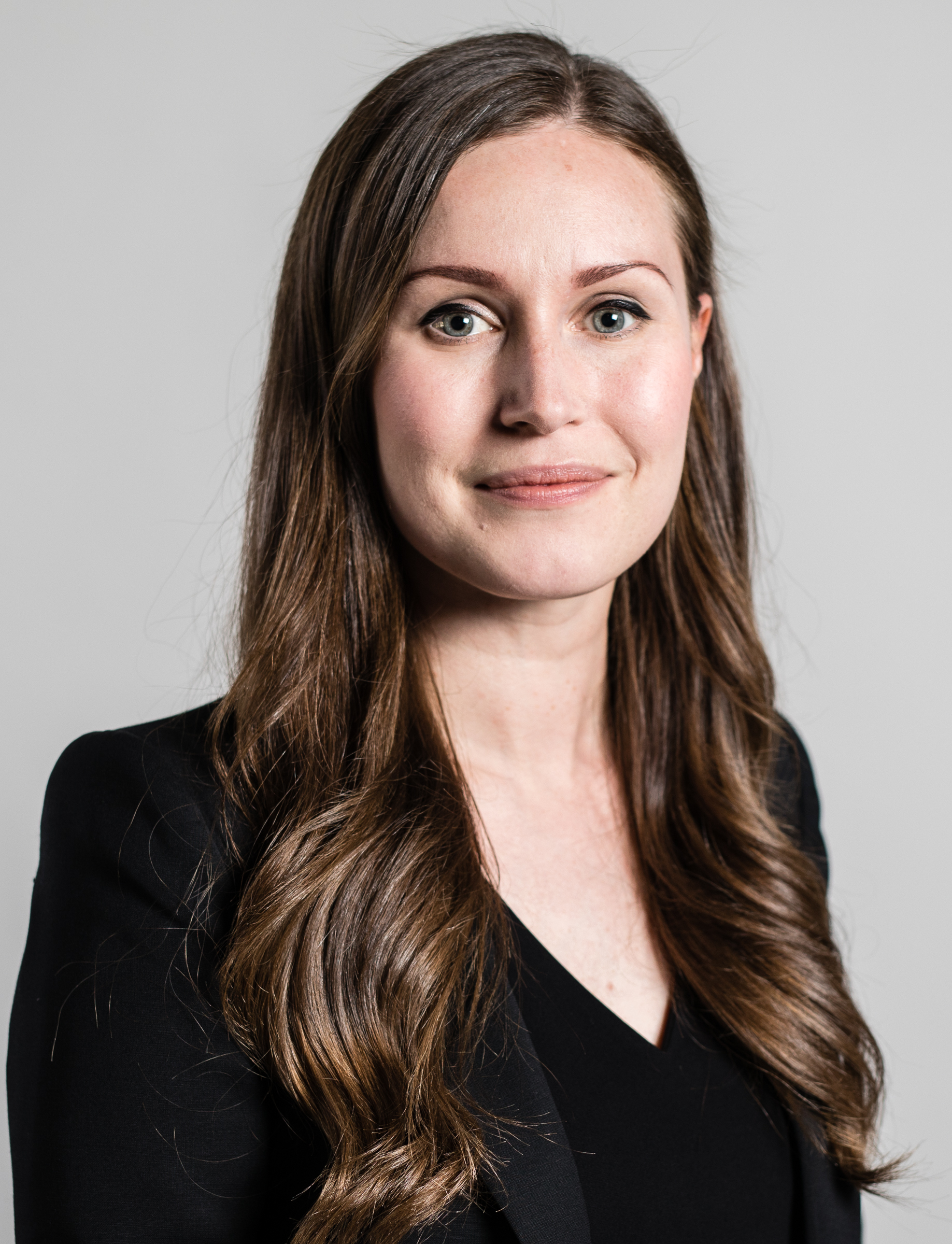
Sanna Marin

Antti Rinne est remplacé à la tête du gouvernement puis à celle du Parti social démocrate par sa ministre des Transports et des Communications, Sanna Marin, qui reconduit la coalition sortante. Elle devient à 34 ans la plus jeune chef de gouvernement en exercice, au sein d'une coalition dont les cinq partis sont alors chacun dirigé par une femme.
Le nouveau gouvernement se fixe des objectifs ambitieux en matière de lutte contre le changement climatique et de protection de l'environnement, tout en visant à réduire les inégalités sociales et économiques, notamment en matière d'éducation et de soins de santé. En décembre 2019, le gouvernement  adopte un programme visant à rendre la Finlande neutre en carbone d'ici 2035, via une réduction des émissions de gaz à effet de serre et l'augmentation de la production d'énergie renouvelable.
Le gouvernement fait notamment face à la pandémie de Covid-19 dont la bonne gestion permet au Parti social démocrate de bénéficier un temps d'une hausse de popularité dans les sondages d'opinion. Le gouvernement prend des mesures pour limiter la propagation du virus, notamment en fermant les bars et restaurants ainsi que les écoles, en limitant les rassemblements et en soutenant les entreprises touchées. La population connait alors un « boost de la fierté nationale, avec le sentiment qu’il [fait] bon vivre en Finlande » tandis que la Première ministre enregistre un taux record de 85 % d'opinions favorables,.
Courant 2022, Sanna Marin adopte une ligne très ferme face au président russe Vladimir Poutine, à la suite de l'invasion de l'Ukraine par la Russie, pays voisin de la Finlande. Elle choisit notamment, dès le début de l'invasion, de fournir des armes à l'Ukraine, rompant avec la neutralité historique de la Finlande, et de soumettre la candidature de son pays à l'Organisation du traité de l'Atlantique nord malgré les menaces ouvertes des autorités russes,. Soumise le 18 mai 2022 en même temps que celle du voisin suédois, la demande d'adhésion à l'Otan fait cependant l'objet de blocages répétés de la part du Premier ministre hongrois Viktor Orbán et du président turc Recep Tayyip Erdoğan,,. Ceux ci ne valident respectivement l'adhésion de la Finlande que le 27 mars et le 1er avril 2023, juste avant les élections législatives et près de huit mois après le dépôt de la demande,.

## Mode de scrutin

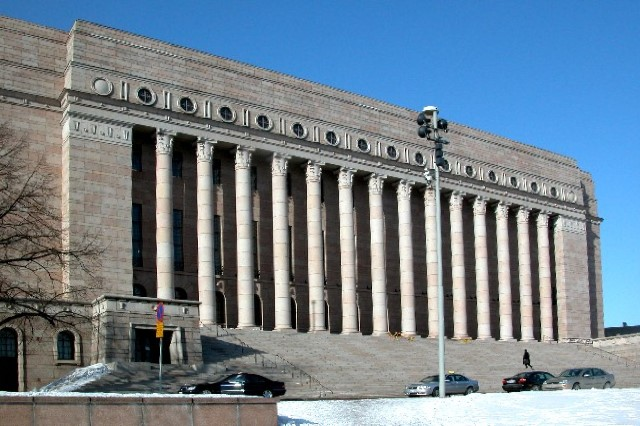
Bâtiment du Parlement, à Helsinki.

Le Parlement de Finlande est composé de 200 sièges, dont 199 pourvus au scrutin proportionnel plurinominal suivant la méthode D'Hondt dans douze circonscriptions électorales de 7 à 36 députés, sans seuil électoral. Les électeurs ont également la possibilité d'exprimer un vote préférentiel pour un candidat sur la liste pour laquelle ils votent, les sièges obtenus par chaque liste étant par la suite d'abord attribués aux candidats ayant recueilli le plus grand nombre de suffrages en leur nom. Le député restant est élu au scrutin uninominal majoritaire à un tour par les résidents des îles Åland, qui bénéficient d'une large autonomie.

## Sondages

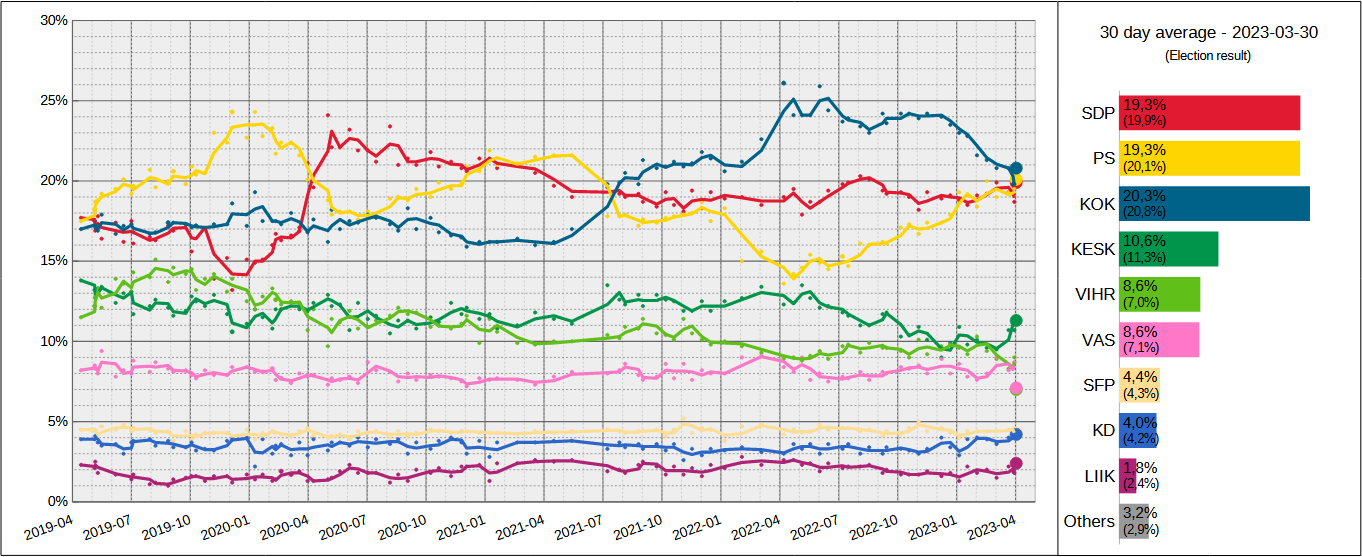
Moyenne lissée des sondages d'opinion depuis les précédentes élections en 2019

### Circonscriptions
| N° | Districts         | Sièges | +/-           |  |
| -- | ----------------- | ------ | ------------- |  |
| 1  | Helsinki          | 23     | 1             |  |
| 2  | Uusimaa           | 37     | 1             |  |
| 3  | Finlande-Propre   | 17     | en stagnation |  |
| 4  | Satakunta         | 8      | en stagnation |  |
| 5  | Åland             | 1      | en stagnation |  |
| 6  | Häme              | 14     | en stagnation |  |
| 7  | Pirkanmaa         | 20     | 1             |  |
| 8  | Sud-Est           | 15     | 2             |  |
| 9  | Savonie-Carélie   | 15     | en stagnation |  |
| 10 | Vaasa             | 16     | en stagnation |  |
| 11 | Finlande centrale | 10     | en stagnation |  |
| 12 | Oulu              | 18     | en stagnation |  |
| 13 | Laponie           | 6      | 1             |  |

## Forces en présence
| Parti | Parti                                                                       | Idéologie                                                                       | Chef de file         | Résultats de 2019           |
| ----- | --------------------------------------------------------------------------- | ------------------------------------------------------------------------------- | -------------------- | --------------------------- |
|       | Parti social-démocrate de Finlande Suomen Sosialidemokraattinen Puolue, SDP | Centre gauche Social-démocratie, progressisme, troisième voie                   | Sanna Marin          | 17,73 % des voix 40 députés |
|       | Parti des Finlandais Perussuomalaiset, PS                                   | Droite à extrême droite Nationalisme, populisme, conservatisme, euroscepticisme | Riikka Purra         | 17,48 % des voix 39 députés |
|       | Parti de la coalition nationale Kansallinen Kokoomus, Kok                   | Centre droit Libéral-conservatisme, conservatisme social, libéralisme           | Petteri Orpo         | 17,00 % des voix 38 députés |
|       | Parti du centre Suomen Keskusta, Kesk                                       | Centre Agrarisme, libéralisme, libéral-conservatisme                            | Annika Saarikko      | 13,76 % des voix 31 députés |
|       | Ligue verte Vihreä liitto, Vihr                                             | Centre gauche Écologie politique, libéralisme vert, fédéralisme européen        | Maria Ohisalo        | 11,49 % des voix 20 députés |
|       | Alliance de gauche Vasemmistoliitto, Vas                                    | Gauche Écosocialisme, socialisme démocratique, anticapitalisme                  | Li Andersson         | 8,17 % des voix 16 députés  |
|       | Parti populaire suédois de Finlande Svenska folkpartiet i Finland, SFP      | Centre Social-libéralisme, Défense de la minorité suédoise                      | Anna-Maja Henriksson | 4,53 % des voix 9 députés   |
|       | Chrétiens-démocrates Suomen Kristillisdemokraatit, KD                       | Centre droit Conservatisme social, démocratie chrétienne, fédéralisme européen  | Sari Essayah         | 3,90 % des voix 5 députés   |
|       | Mouvement maintenant Liike Nyt, LN                                          | Centre droit Libéralisme, cyberdémocratie, europhilie                           | Hjallis Harkimo      | 2,25 % des voix 1 députés   |

## Résultats

### Nationaux
|                        |                                           |           |       |      |        |               |  |  |  |  |  |  |  |  |
| Parti                  | Parti                                     | Voix      | %     | +/-  | Sièges | +/-           |  |  |  |  |  |  |  |  |
|                        | Parti de la coalition nationale (Kok)     | 644 555   | 20,82 | 3,82 | 48     | 10            |  |  |  |  |  |  |  |  |
|                        | Parti des Finlandais (PS)                 | 620 981   | 20,06 | 2,58 | 46     | 7             |  |  |  |  |  |  |  |  |
|                        | Parti social-démocrate de Finlande (SDP)  | 617 552   | 19,95 | 2,22 | 43     | 3             |  |  |  |  |  |  |  |  |
|                        | Parti du centre (Kesk)                    | 349 640   | 11,29 | 2,47 | 23     | 8             |  |  |  |  |  |  |  |  |
|                        | Alliance de gauche (Vas)                  | 218 430   | 7,06  | 1,11 | 11     | 5             |  |  |  |  |  |  |  |  |
|                        | Ligue verte (Vihr)                        | 217 795   | 7,04  | 4,45 | 13     | 7             |  |  |  |  |  |  |  |  |
|                        | Parti populaire suédois de Finlande (SFP) | 133 518   | 4,31  | 0,22 | 9      | en stagnation |  |  |  |  |  |  |  |  |
|                        | Chrétiens-démocrates (KD)                 | 130 694   | 4,22  | 0,32 | 5      | en stagnation |  |  |  |  |  |  |  |  |
|                        | Mouvement maintenant (LN)                 | 74 995    | 2,42  | 0,17 | 1      | en stagnation |  |  |  |  |  |  |  |  |
|                        | Alliance pour la liberté (VL)             | 27 558    | 0,89  | Nv   | 0      | en stagnation |  |  |  |  |  |  |  |  |
|                        | Parti libéral - Liberté de choisir (LVV)  | 14 982    | 0,48  | 0,32 | 0      | en stagnation |  |  |  |  |  |  |  |  |
|                        | För Åland (ÅS)                            | 11 452    | 0,37  | 0,01 | 1      | en stagnation |  |  |  |  |  |  |  |  |
|                        | Le pouvoir appartient au peuple (VKK)     | 8 469     | 0,27  | Nv   | 0      | en stagnation |  |  |  |  |  |  |  |  |
|                        | Parti de cristal (KP)                     | 4 894     | 0,16  | Nv   | 0      | en stagnation |  |  |  |  |  |  |  |  |
|                        | Parti de la justice animale (EOP)         | 3 107     | 0,10  | 0,01 | 0      | en stagnation |  |  |  |  |  |  |  |  |
|                        | Parti pirate (PP)                         | 3 058     | 0,10  | 0,52 | 0      | en stagnation |  |  |  |  |  |  |  |  |
|                        | Parti communiste de Finlande (SKP)        | 3 044     | 0,10  | 0,04 | 0      | en stagnation |  |  |  |  |  |  |  |  |
|                        | Autres partis                             | 10 324    | 0,33  | –    | 0      | en stagnation |  |  |  |  |  |  |  |  |
|                        | Indépendants                              | 556       | 0,02  | 0,19 | 0      | en stagnation |  |  |  |  |  |  |  |  |
|                        |                                           |           |       |      |        |               |  |  |  |  |  |  |  |  |
| Votes valides          | Votes valides                             | 3 095 604 | 99,54 |      |        |               |  |  |  |  |  |  |  |  |
| Votes blancs et nuls   | Votes blancs et nuls                      | 14 434    | 0,46  |      |        |               |  |  |  |  |  |  |  |  |
| Total                  | Total                                     | 3 110 038 | 100   | –    | 200    | en stagnation |  |  |  |  |  |  |  |  |
| Abstention             | Abstention                                | 1 167 449 | 27,29 |      |        |               |  |  |  |  |  |  |  |  |
| Inscrits/Participation | Inscrits/Participation                    | 4 277 487 | 72,71 |      |        |               |  |  |  |  |  |  |  |  |

### Par circonscriptions

#### Résumé
| Parti | Parti  | 1 Hels. | 1 Hels. | 2 Uusi. | 2 Uusi. | 3 Finl. | 3 Finl. | 4 Sata. | 4 Sata. | 5 Åland | 5 Åland | 6 Häme | 6 Häme | 7 Pirk. | 7 Pirk. | 8 Sud- Est | 8 Sud- Est | 9 Sav.- Car. | 9 Sav.- Car. | 10 Vaasa | 10 Vaasa | 11 Centr. | 11 Centr. | 12 Oulu | 12 Oulu | 13 Lapo. | 13 Lapo. | Total | Total | Total |
| Parti | Parti  | %       | S.      | %       | S.      | %       | S.      | %       | S.      | %       | S.      | %      | S.     | %       | S.      | %          | S.         | %            | S.           | %        | S.       | %         | S.        | %       | S.      | %        | S.       | %     | %     | S.    |
| ----- | ------ | ------- | ------- | ------- | ------- | ------- | ------- | ------- | ------- | ------- | ------- | ------ | ------ | ------- | ------- | ---------- | ---------- | ------------ | ------------ | -------- | -------- | --------- | --------- | ------- | ------- | -------- | -------- | ----- | ----- | ----- |
|       | Kok    | 26,5    | 7       | 26,2    | 11      | 23,0    | 5       | 17,0    | 2       |         |         | 21,5   | 3      | 21,5    | 5       | 22,0       | 4          | 16,3         | 3            | 14,2     | 2        | 16,3      | 2         | 14,9    | 3       | 12,2     | 1        |       | 20,82 | 48    |
|       | PS     | 11,3    | 3       | 18,2    | 7       | 20,0    | 4       | 26,6    | 3       | 24,4    | 4       | 20,2   | 5      | 22,7    | 4       | 20,0       | 3          | 21,3         | 4            | 20,5     | 2        | 25,4      | 5         | 26,8    | 2       |          | 20,05    | 46    |       |       |
|       | SDP    | 20,8    | 5       | 19,9    | 8       | 18,1    | 3       | 24,6    | 2       | 23,7    | 4       | 25,9   | 6      | 23,7    | 4       | 19,1       | 3          | 11,7         | 2            | 22,8     | 3        | 13,7      | 2         | 18,1    | 1       |          | 19,93    | 43    |       |       |
|       | Kesk   | 1,6     | 0       | 4,8     | 2       | 8,4     | 1       | 13,9    | 1       | 8,6     | 1       | 7,1    | 1      | 13,6    | 2       | 19,7       | 3          | 17,9         | 3            | 17,7     | 2        | 25,0      | 5         | 24,8    | 2       |          | 11,30    | 23    |       |       |
|       | Vas    | 11,8    | 3       | 4,6     | 1       | 11,6    | 2       | 8,3     | —       | 5,9     | 1       | 6,9    | 1      | 3,7     | —       | 5,5        | 1          | 2,4          | —            | 6,5      | —        | 9,4       | 2         | 9,9     | —       |          | 7,06     | 11    |       |       |
|       | Vihr   | 15,3    | 4       | 7,6     | 3       | 7,0     | 1       | 2,7     | —       | 4,7     | —       | 7,5    | 1      | 5,1     | 1       | 5,7        | 1          | 2,7          | —            | 7,6      | 1        | 5,0       | 1         | 3,5     | —       |          | 7,03     | 13    |       |       |
|       | SFP    | 5,1     | 1       | 8,7     | 3       | 5,0     | 1       | 0,3     | —       | 0,3     | —       | 0,3    | —      | 0,2     | —       | 0,1        | —          | 19,3         | 4            | 0,1      | —        | 0,2       | —         | 0,3     | —       |          | 4,31     | 9     |       |       |
|       | KD     | 1,9     | —       | 3,5     | 1       | 2,8     | —       | 3,2     | —       | 5,5     | 1       | 5,4    | 1      | 3,5     | —       | 9,8        | 1          | 6,9          | 1            | 5,3      | —        | 3,1       | —         | 1,1     | —       |          | 4,25     | 5     |       |       |
|       | LN     | 2,3     | —       | 3,7     | 1       | 2,4     | —       | 1,7     | —       | 3,1     | —       | 2,5    | —      | 3,5     | —       | 2,1        | —          | 1,5          | —            | 1,3      | —        | 1,1       | —         | 0,7     | —       |          | 2,42     | 1     |       |       |
|       | Åland  |         |         |         |         |         |         |         |         | 85,6    | 1       |        |        |         |         |            |            |              |              |          |          |           |           |         |         |          |          |       | 0,37  | 1     |
|       | Autres | 3,5     | —       | 3,0     | —       | 1,8     | —       | 1,5     | —       | 14,4    | —       | 2,2    | —      | 2,0     | —       | 1,9        | —          | 1,6          | —            | 1,9      | —        | 1,9       | —         | 1,3     | —       | 2,7      | —        |       | 2,46  | 0     |
| Total | Total  | 100     | 23      | 100     | 37      | 100     | 17      | 100     | 8       | 100     | 1       | 100    | 14     | 100     | 20      | 100        | 15         | 100          | 15           | 100      | 16       | 100       | 10        | 100     | 18      | 100      | 6        | 100   | 100   | 200   |

## Analyse

Résultats par circonscription

La guerre menée en Ukraine par le voisin russe se révèle n'avoir finalement que peu d'incidence sur la campagne électorale, largement dominée par les questions économiques dont celle de la dette publique. Opposé au programme de vastes investissements à crédit proposé par la Première ministre sortante — affaiblie par une forte inflation — le Parti de la coalition nationale (Kok) parvient à rallier les électeurs en mettant au contraire en avant une « frugalité » budgétaire, davantage populaire en Finlande,.
Les résultats, très serrés, donnent finalement vainqueurs l'opposition, le Parti de la coalition nationale arrivant en tête suivi du Parti des Finlandais (PS) et du Parti social-démocrate (SDP). Sanna Marin reconnaît sa défaite dans la soirée, avant de féliciter ses deux principaux adversaires. Seuls ces trois partis progressent en nombre de sièges, l'ensemble des autres formations présentes au parlement enregistrant un recul ou une stagnation.

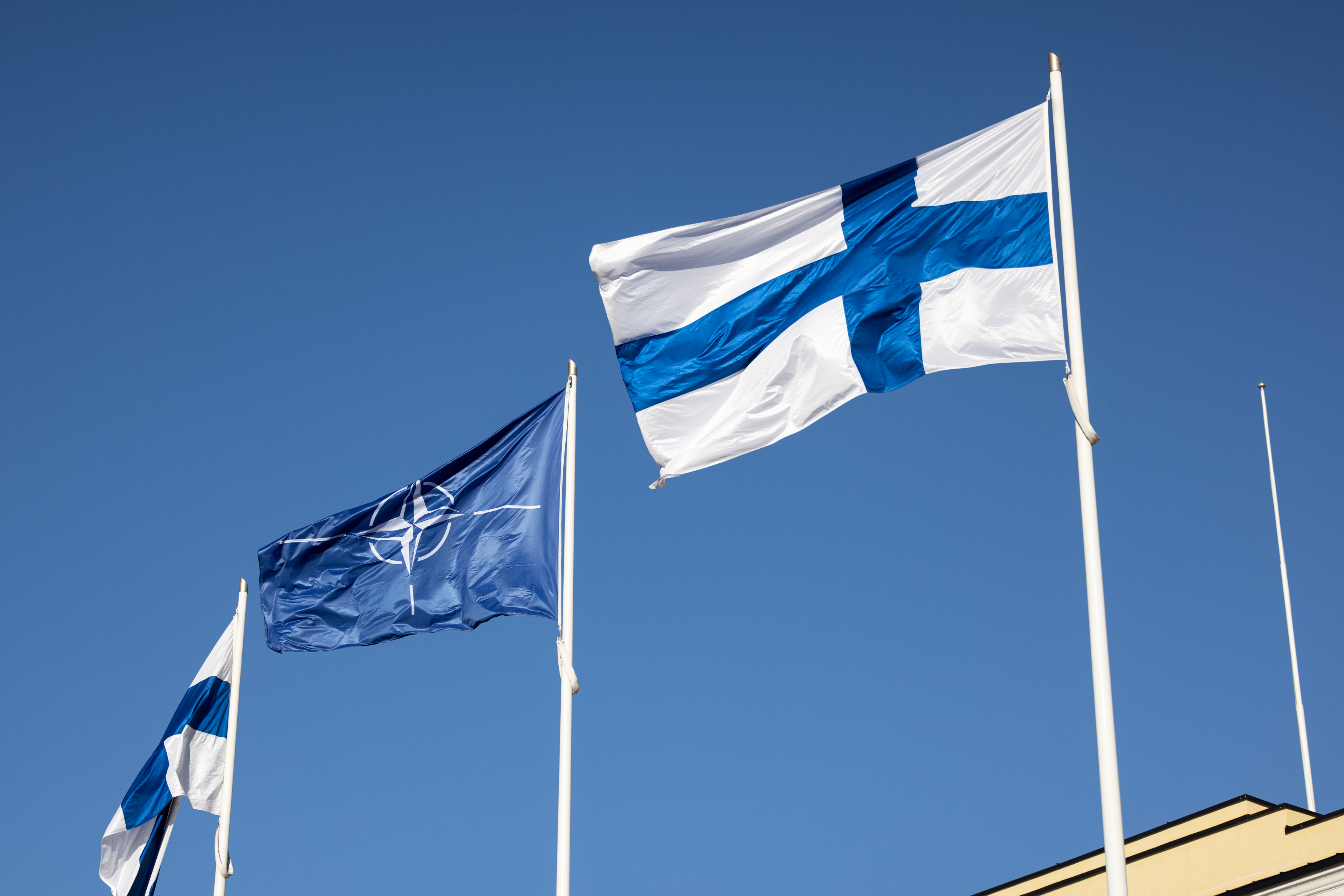
Drapeaux de la Finlande et de l'OTAN hissés le 4 avril 2023 devant le ministère des Affaires étrangères à la Caserne maritime.

Revendiquant une « grande victoire », le dirigeant du Kok Petteri Orpo se retrouve en position de force du fait de sa position centrale sur l'échiquier politique, qui lui permet de négocier la formation d'une coalition avec Sanna Marin ou Riikka Purra. À la tête du PS, cette dernière obtient sur son nom le plus grand nombre de votes préférentiels du scrutin, devant Sanna Marin, tandis que le PS enregistre le meilleur résultat de son histoire après une campagne notamment centrée sur la délinquance juvénile, associée par le parti à l'immigration. Une reconduction de la coalition conclue en 2015 entre le Kok et le PS est ainsi jugée probable, Petteri Orpo assurant lors d'une conférence de presse que « Nous n'avons pas de parti d'extrême droite en Finlande »,. La conclusion d'un accord entre le Kok et le SDP est au contraire jugée plus difficile en raison des nombreux accrochages entre les deux partis sur les questions économiques au cours de la campagne. L'adhésion à l'OTAN, fixée au 4 avril 2023, n'est quant à elle pas remise en cause, aucun parti n'étant contre. Le Parti de la coalition nationale avait par ailleurs été le premier à pousser le pays à sortir de sa neutralité dans ce domaine,.
Le scrutin finlandais marque un nouveau recul de la gauche dans la région, après la défaite l'année précédente de Magdalena Andersson aux élections législatives suédoises et la mise en difficulté lors de celles danoises de Mette Frederiksen, forcée d'entrer en coalition avec des partis de centre droit.

## Conséquences

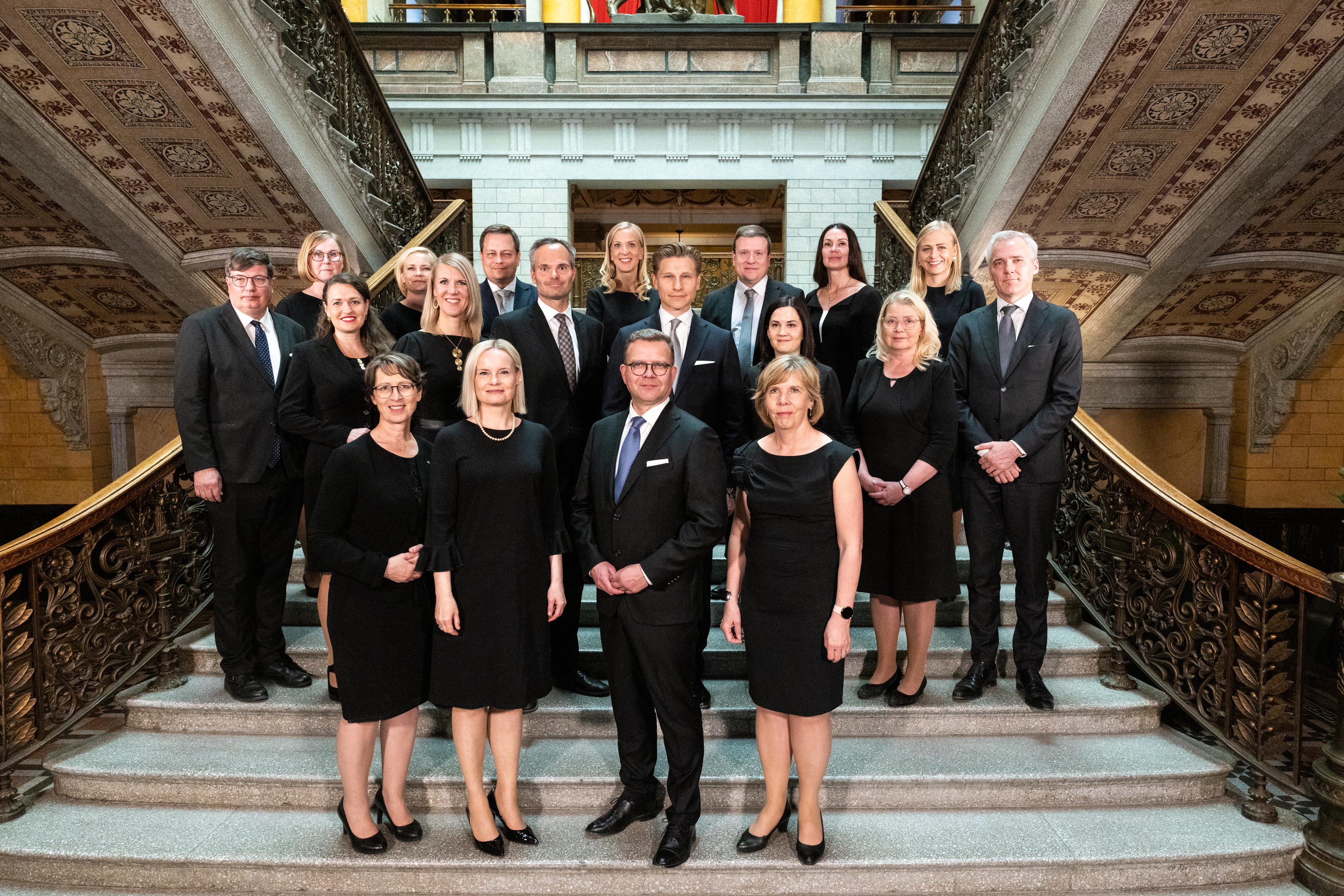
Gouvernement Orpo

Sanna Marin annonce le 5 avril son futur retrait de la présidence du SDP, effectif lors du prochain congrès prévu en septembre, tout en conservant son siège de députée. Le lendemain 6 avril, elle présente la démission de son gouvernement au président Sauli Niinistö, qui la charge d'expédier les affaires courantes jusqu'à la formation du prochain gouvernement,.
Fort de l'arrivée en tête du Parti de la coalition nationale (Kok), Petteri Orpo annonce le 27 avril son intention de négocier la formation d'un gouvernement de coalition avec le Parti des Finlandais (PS), le Parti populaire suédois de Finlande (SFP) et les Chrétiens-démocrates (KD). L'accord est longuement négocié avant d'être conclu le 15 juin suivant.
Le Gouvernement Orpo est formé le 20 juin suivant. Sur un total de 19 ministres, 8 reviennent au Kok, 7 au PS, 3 au SFP et 1 au KD. Petteri Orpo devient Premier ministre tandis que la dirigeant du PS, Riikka Purra devient vice-Première ministre et ministre des Finances. La dirigeante du SFP, Anna-Maja Henriksson devient quant à elle ministre de l’Éducation, tandis que celle du KD, Sari Essayah, devient ministre de l'Agriculture et des Forêts,,,.